# Coelioxys elata
Coelioxys elata är en biart som beskrevs av Holmberg 1916. Coelioxys elata ingår i släktet kägelbin, och familjen buksamlarbin. Inga underarter finns listade i Catalogue of Life.